# Commelina geniculata
Commelina geniculata là một loài thực vật có hoa trong họ Commelinaceae. Loài này được Ham. mô tả khoa học đầu tiên năm 1825.